# Lea Thiel
Lea-Natassja Thiel (* 10. Februar 1988 in Herten) ist eine ehemalige deutsche Basketballspielerin.

## Laufbahn
Thiel spielte Basketball beim SC Buer-Hassel und dann bei der BG Dorsten. Mit der BG spielte sie in der 1. Bundesliga sowie im europäischen Vereinswettbewerb FIBA Europe Cup. Die 1,68 Meter messende Aufbauspielerin nahm mit der Auswahl des Deutschen Basketball Bundes 2003 und 2004 jeweils an der U16-Europameisterschaft teil.
Auf Vereinsebene wurde Thiel mit der BG Dorsten im Spieljahr 2003/04 deutsche Pokalsiegerin und Zweite der deutschen Meisterschaft. In der Saison 2006/07 spielte sie für den Herner TC in der zweiten Liga. Zur Saison 2008/09 ging sie zur BG Dorsten (mittlerweile in der Regionalliga) zurück, mit der sie in die zweite Liga aufstieg. Nach dem Abstieg in die Regionalliga im Frühjahr 2011 wechselte Thiel im Vorfeld der Saison 2011/12 zu NB Oberhausen in die erste Liga. Ende Oktober 2011 verließ sie Oberhausen aus beruflichen Gründen. Sie ging zur BG Dorsten zurück. In der Saison 2014/15 spielte sie zuletzt für die BG.